# Лидский завод электроизделий
ОАО «Лидский завод электроизделий» (бел. ААТ «Лідскі завод электравырабаў») — белорусское предприятие по производству светотехники и прочей электротехнической продукции, расположенное в городе Лида Гродненской области.

## История
Предприятие возникло в 1927 году (по другим данным, в 1926 году) как гвоздильный завод «Друтиндустрия», производил гвозди, дверные и оконные завесы, подковы для сапог. После вхождения Лиды в состав Белорусской ССР завод был национализирован, производил, помимо гвоздей, проволоку, хозяйственные цепи, пружины для матрацев, детские игрушки. В 1955 году (по другим данным, в 1954 году) гвоздильный завод был преобразован в металлический завод широкого потребления «Металлоширпотреб». Первоначально входил в систему местной промышленности, подчиняясь Наркомату, затем — Министерству местной промышленности БССР (с 1953 года — Министерство местной и топливной промышленности БССР). С 1957 года (по другим данным, с 1956 года) — завод электрических изделий. Завод освоил производство подвесных электропатронов, электровилок, кнопочных выключателей, колодок со шнуром, штепсельных розеток. В 1958 году началась реконструкция предприятия, в 1963 и 1965 годах были введены в эксплуатацию новые производственные корпуса. Численность работников достигла 1410 человек (1966 год). В 1964—1965 годах завод был головным предприятием производственного объединения «Электротехника» Управления электротехнической промышленности Совета народного хозяйства БССР. После расформирования совнархозов завод перешёл в подчинение Министерству электротехнической промышленности СССР. В конце 1960-х — начале 1970-х годов завод освоил производство импульсных зажигающих устройств, пускорегулирующих аппаратов, путевых бесконтактных переключателей. В 1983 году на предприятии работало 2,5 тысячи человек. В 1980-е годы на предприятии было освоено производство печатных плат. В 1983 году завод вошёл в состав Всесоюзного промышленного объединения по производству источников света и светотехнического электрооборудования при Министерстве электротехнической промышленности СССР, в 1986 году — в производственное объединение «Белэлектросвет». В 1991 году завод перешёл в подчинение Госкомитета Республики Беларусь по промышленности и межотраслевым производствам (с 1994 года — Министерство промышленности Республики Беларусь). В 2000 году завод был преобразован в республиканское унитарное предприятие (РУП «Лидский завод электроизделий»), в 2003 году — в открытое акционерное общество (ОАО «Лидский завод электроизделий»). В настоящее время является дочерним предприятием холдинга «Минский электротехнический завод».

## Современное состояние
Предприятие производит светодиодные и люминисцентные светильники, опоры уличного и паркового освещения, конвекторные обогреватели, импульсные зажигающие устройства, бесконтактные путевые выключатели. Завод также производит активные части к масляным распределительным трансформаторам мощностью от 25 до 160 кВА по заказам головного предприятия холдинга. На предприятии работает более 800 сотрудников.